# Flavius-dinasztia
Flaviusok a római birodalmat 69 és 96 között kormányzó dinasztia. Nero császár halálakor súlyos örökösödési válság tört ki; három császár váltotta egymást (Galba, Otho, Vitellius), majd a keleti hadsereg vezérét, Vespasianust juttatták hatalomra.
A flaviusi korszakot a központosítás, az államosítás és az adórendszer fejlesztése jellemzi.

## A dinasztia tagjai

### Titus Flavius Vespasianus (idősebb)

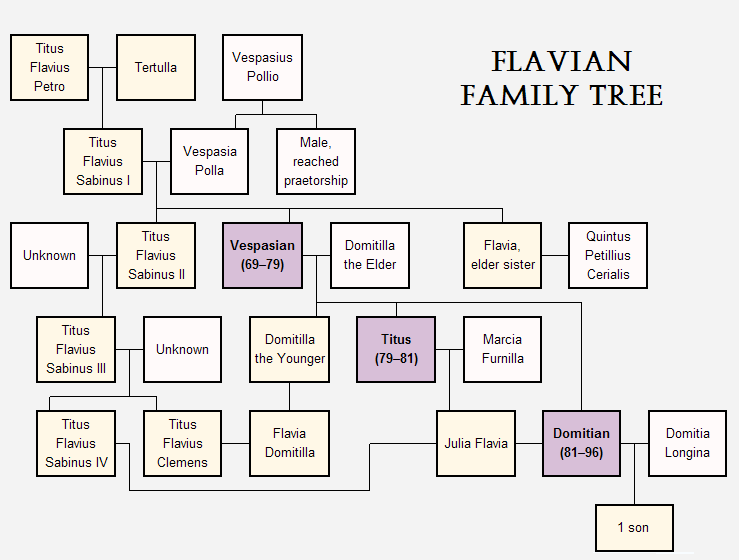
Flavius családfa

A Nero halálát követő polgárháborúk után helyreállította a rendet és a fegyelmet. Rendbe hozta a pénzügyeket, fejlesztette a közigazgatást, melyet összehangolt a császárság érdekeivel, és új adórendszer kialakítására törekedett. Helyreállította a Capitoliumot és megkezdte a Colosseum építését.

### Titus Flavius Vespasianus (ifjabb)
Vespasianus idősebb fia, tulajdonképpen II. Vespasianusnak kellene nevezni, de ez nem terjedt el. A zsidó háborúk befejezőjeként ő vette be Jeruzsálemet, majd apja társa lett a hatalomban. Uralkodását nagy építkezések (Colosseum, saját diadalíve, fürdők) és számos természeti csapás - a Vezúv híres kitörése 79-ben, tűzvész Rómában, pestisjárvány - teszik emlékezetessé.

### Titus Flavius Domitianus
Vespasianus császár kisebbik fia. Bátyja, Titus halála után a praetorianusok császárrá tették.
Elutasította a szenátussal való együttműködést, uralma az abszolutizmus felé tolódott. A Rajna-vidéken a chattusokkal, a Dunánál a dákokkal vívott harcot. A birodalom védelmi rendszerét megerősítette.
96-ban összeesküvés áldozata lett.